# Balacra haemalea
Balacra haemalea är en fjärilsart som beskrevs av Holland 1893. Balacra haemalea ingår i släktet Balacra och familjen björnspinnare. Inga underarter finns listade i Catalogue of Life.